# Moái Kava-Kava

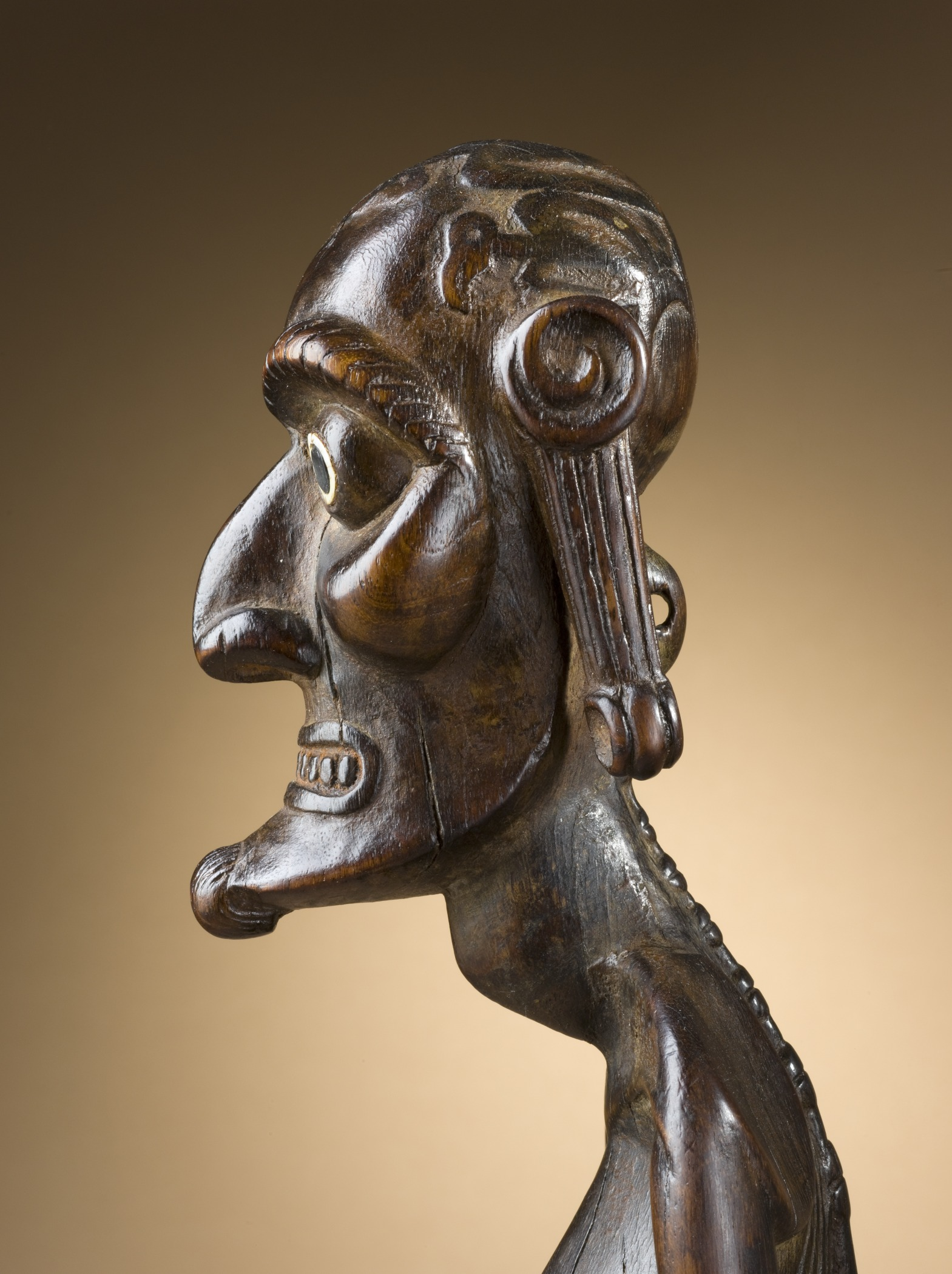
Detalle de la cabeza de un moái Kava-Kava.

El moái Kava-Kava es un tipo de moái hecho de madera de toromiro, un árbol proveniente de la Isla de Pascua. Estas figuras son una descarnada representación de los Aku-Aku o espíritus de otro mundo. Es una de las artesanías típicas de esa dicha isla.

## Aspecto
Se trata de una figura masculina tallada en madera, originalmente de toromiro, esquelética con vientre hundido y prominentes costillas, que es precisamente lo que significa la palabra rapanui “Kava Kava” (costillas). El tronco es largo y las extremidades cortas con pies pequeños. El rostro es afilado, de mejillas finas y perfil aguileño y suele acabar en una pequeña barba. Tiene orejas largas y puntiagudas y los ojos aparecen muy abiertos con expresión de espanto y están hechos de hueso y obsidiana. Algunas tienen altorrelieves en el cráneo, otras presentan una especie de casco o sombrero y a veces aparecen adornadas con cabellos humanos. También es uno de los souvenires más reconocidos de la isla después de los colosales moáis.

## Leyenda
Cuenta la leyenda que cierto día, el ariki Tu’u Koihu, hijo mayor de Hotu Matu'a, estaba caminando a la media noche por Puna Pau cuando se encontró con dos espíritus, o Aku-Aku, dormidos frente a él. Al verlos con atención se percató de que sus cuerpos eran esqueléticos, y decidió marcharse y dejarlos. Sin embargo al intentar escapar corriendo  los despertó,  así que los Aku-Aku lo siguieron por temor a que dijera a alguien lo que había visto.
Tu’u Koihu negó haber visto algo pero los espíritus no le creyeron y se quedaron vigilándolo por dos días y dos noches. Al ver que no decía nada, se marcharon. Una vez libre de los espíritus, el ariki regresó a Tore Ta’hana, entró en una choza, y en un trozo de madera de toromiro talló a las dos figuras descarnadas de los Aku-Aku que había visto y que guardaba en su memoria. Este fue el medio de comunicación que encontró el ariki para contar lo que había visto. 
Este fue, según la tradición, el origen de los Moai Kava Kava (“imagen con costillas”) que los isleños acostumbraban tallar y colgar en la puerta de sus casas, del lado de adentro, para espantar a los malos espíritus.